# Symbolstein von Glenferness
Der piktische Symbolstein von Glenferness (auch The Princess Stone genannt) ist ein Stein der Kategorie Class II. Er steht südwestlich von Glenferness House, unweit des River Findhorn, südlich von Nairn in Inverness-shire in den Highlands in Schottland und stammt aus dem 8. oder 9. Jahrhundert.
Die Entdeckung durch J. Stuart erfolgte in der Mitte des 19. Jahrhunderts. Vermutlich wurde der Stein zerbrochen, als er im späten 19. Jahrhundert bewegt wurde. Die drei Teile wurden verbunden und auf beiden Seiten von Betonpfosten gestützt. Dem stark abgewitterten piktischen Symbolstein fehlt der Rand des Oberteils. Der Stein aus Sandstein hat eine Höhe von 1,68 m, eine Breite von 0,66 m und eine Dicke von 0,1 m. Die rechteckige Platte mit gerundetem Oberteil ist auf beiden Breitseiten und auf den vertikalen Schmalseiten reliefartig verziert. Jede Seite wird von einem Randprofil umrahmt.

## Beschreibung
Auf der einen Seite wurde ein gleicharmiges Kreuz mit vier nur leicht eingetieften runden Aushöhlungen so hoch in die Oberseite geschnitzt, dass die oberen völlig abgewitterten Teile abgestumpft gewesen sein müssen, damit das Schaftende in die Spitze passt. Die nur in Resten erhaltenen Arme sind mit Knotenmuster gefüllt. Im unteren Teil befinden sich zwei Paar von Doppelspiralen und abgenutzte S-förmige Ornamente. Eine kleine Tafel in der Mitte der Basis enthält zwei sich umarmende menschliche Figuren.
Die andere Seite ist in einen oberen abgewitterten Bereich mit möglicherweise zoomorphem Muster und in die Haupttafel mit piktischen Symbolen unterteilt: Ein kleines Pictish Beast über einem kleinen Halbmond und einem V-Stab, daneben ein hockender Bogenschütze mit einem Kreuzbogen, darunter eine große Doppelscheibe und ein Z-Stab über einem großen Pictish Beast.
Die von den Betonstützen verdeckten Schmalseiten sind mit Flechtwerk versehen, das sich möglicherweise oben fortsetzte.

## Klassifikation
In „The Early Christian Monuments of Scotland“ (1903) klassifizierten John Romilly Allen (1847–1907) und Joseph Anderson (1832–1916) die Steine in drei Klassen. Kritiker haben Schwächen in dem System festgestellt, aber es wird weiterverwendet. Class 2: Steine mit mehr oder weniger rechteckiger Form mit einem großen Kreuz und Symbolen auf einer oder beiden Seiten. Die Symbole sowie die christlichen Motive sind als Relief erstellt und das Kreuz mit seiner Umgebung ist mit Designs gefüllt. Die Steine stammen aus dem 8. und 9. Jahrhundert.
Derzeit sind etwa 350 Steine bekannt, es werden aber immer wieder neue entdeckt.
Der Kebbuck Stone eine frühchristliche Cross Slab aus grauem Sandstein steht westlich von Nairn.